# Olivia Shakespear

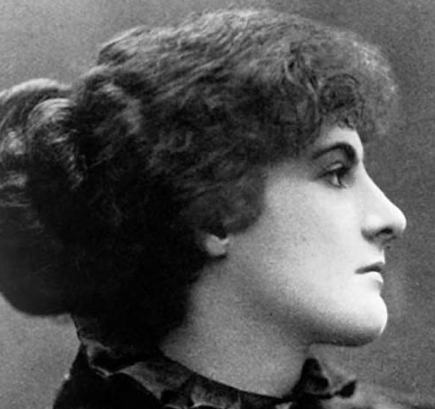
Olivia Shakespear

Olivia Shakespear (Ilha de Wight, 17 de março de 1863 - Londres, 3 de outubro de 1938) foi uma romancista, dramaturga e patrona das artes britânica. Ela escreveu seis livros que são descritos como romances de "problemas de casamento". Suas obras venderam mal, às vezes apenas algumas centenas de cópias. Seu último romance, Tio Hilary, é considerado o melhor. Ela escreveu duas peças em colaboração com Florence Farr.
Olivia era filha de um ajudante general aposentado e tinha pouca educação formal. No entanto, por ler muito, desenvolveu um amor pela literatura. Em 1885, ela se casou com o advogado londrino Henry Hope Shakespear e, em 1886, deu à luz sua única filha, Dorothy. Em 1894, seus interesses literários levaram a uma amizade com William Butler Yeats, a qual se tornou fisicamente íntima em 1896. Ele declarou que "teriam muitos dias de felicidade" pela frente, mas o caso acabou em 1897. Mesmo assim, permaneceram amigos e trocavam correspondência com frequência. Yeats se casou com Georgie Hyde-Lees, sobrinha de Olivia e melhor amiga de Dorothy.
Olivia começou a hospedar salões semanais frequentados por Ezra Pound e outros escritores e artistas modernistas em 1909, e tornou-se influente na sociedade literária de Londres. A filha de Olivia, Dorothy Shakespear, casou-se com Pound em 1914, apesar da bênção pouco entusiástica de seus pais. Após o casamento, Pound usaria os fundos recebidos de Olivia para apoiar T. S. Eliot e James Joyce. Quando Dorothy deu à luz um filho, Omar Pound, na França em 1926, Olivia assumiu a guarda do menino. Ele viveu com Olivia até a morte dela doze anos depois, em 1938.

## Primeiros anos e casamentos
O pai de Olivia, Henry Tod Tucker, nasceu em Edimburgo e ingressou no Exército da Índia Britânica como alferes aos 16 anos. Ele ascendeu ao posto de Ajudante General em Bengala, mas se aposentou em 1856 aos 48 anos devido a problemas de saúde. Um ano depois de retornar à Grã-Bretanha, ele se casou com Harriet Johnson (n. 1821) de Bath. O casal mudou-se para a Ilha de Wight, onde suas duas filhas nasceram: Florence em 1858 e Olivia em 17 de março de 1863. Logo depois eles se mudaram para Sussex, onde seu terceiro filho, Henry, nasceu em 1866. Em 1877, a família mudou-se para Londres e criaram suas filhas em um mundo social que incentivava a busca pelo lazer.
Olivia visitava com frequência seus muitos parentes Johnson no país e tornou-se particularmente afeiçoada a seu primo Lionel Johnson - o único dos muitos tios e primos que não se alistou no exército - que se tornou poeta e amigo de W.B. Yeats. É provável que Olivia tenha recebido pouca educação formal. Ela pode ter sido educada por tutores e parece ter se tornado uma jovem instruída.
Em 1885, Olivia casou-se com Henry Hope Shakespear, um homem descrito por Terence Brown em The Life of W.B. Yeats: A Critical Biography como "digno", mas "maçante". Nascido na Índia em 1849, ele era descendente de fabricantes de cordas do século XVII de East London e, como Olivia, vinha de uma família de militares, embora de menos prestígio e riqueza do que os Tuckers e Johnsons.
Henry frequentou Harrow, estudou direito e ingressou no escritório de advocacia em 1875. O casal se casou em 8 de dezembro de 1885 e passou a lua-de-mel em Boulogne e Paris. O pai de Olivia concedeu-lhes uma renda confortável na forma de um fideicomisso. Nove meses após o casamento, sua única filha, Dorothy, nasceu em 14 de setembro de 1886. Olivia logo percebeu que o casamento era desprovido de paixão. O biógrafo de Yeats, Alexander Jeffares, escreve: "ela era desinteressada, altruísta, profundamente imaginativa e simpática e, até conhecer Yeats, parece ter aceitado o fato de seu casamento infeliz e sem amor".
Shakespear dissolveu sua sociedade legal no final dos anos 1880 - seu sócio pode ter roubado fundos de clientes - e formou sua própria clínica. Harwood escreve que a atitude de Shakespear para com a situação mostrou certa "timidez" de sua parte e uma definitiva "aversão a cenas". Durante este período, Olivia passou de socializar com esposas de militares para mulheres literárias: Valentine Fox (infelizmente casada com um cervejeiro de Kent) e Pearl Craigie, uma escritora americana divorciada que publicou como John Oliver Hobbes.